# Церковнюк Олексій Євгенович
Олексій Євгенович Церковнюк (24 березня 1921, село Бабин, тепер Вінницького району Вінницької області — 16 квітня 1971, місто Тернопіль) — український радянський і партійний діяч, 1-й секретар Тернопільського міського комітету КПУ, голова Тернопільського міськвиконкому.

## Життєпис
Після закінчення середньої школи працював робітником цукрового заводу у Вінницькій області. У 1938 році вступив до комсомолу.
З грудня 1939 року — в Червоній армії. Під час німецько-радянської війни в 1941 році служив червоноармійцем та заступником політичного керівника (політрука) роти 219-го стрілецького полку 8-ї окремої стрілецької бригади на Ленінградському фронті, працював на оборонних роботах.
Член ВКП(б) з 1942 року.
У 1942 році — політрук кулеметної роти 342-го стрілецького полку 126-ї стрілецької дивізії. У листопаді 1942 році деякий час вважався таким, що пропав безвісти. Потім служив командиром роти 192-го гвардійського стрілецького полку 63-ї гвардійської стрілецької дивізії. У березні 1944 року демобілізований із армії.
З 1944 по 1952 рік працював в організаціях і на підприємствах харчової промисловості в Тернопільській області.
З 1952 року — на партійній роботі: заступник завідувача промислово-транспортного відділу Тернопільського обласного комітету КПУ; 3-й секретар Тернопільського міського комітету КПУ
На 1963 — січень 1965 року — голова виконавчого комітету Тернопільської міської ради депутатів трудящих.
У січні 1965 — 16 квітня 1971 року — 1-й секретар Тернопільського міського комітету КПУ.
Раптово помер 16 квітня 1971 року в Тернополі.

## Звання
- старший лейтенант
- майор

## Нагороди
- орден Трудового Червоного Прапора
- орден Червоної Зірки (20.12.1941)
- орден «Знак Пошани»
- медаль «За оборону Ленінграда»
- медаль «За перемогу над Німеччиною у Великій Вітчизняній війні 1941—1945 рр.»
- медаль «За доблесну працю у Великій Вітчизняній війні 1941—1945 рр.»
- медаль «За доблесну працю. В ознаменування 100-річчя з дня народження Володимира Ілліча Леніна» (1970)
- Почесна грамота Президії Верховної Ради Української РСР